# ماريا غالينا
ماريا غالينا (بالإنجليزية: Maria Galina)‏ (10 نوفمبر 1958، تفير في روسيا)؛ مترجمة، كاتِبة وشاعرة روسية-سوفيتية.